# سولوغوني (جبنة)
سولوغوني ((بالجورجية: სულგუნი, სულუგუნი) sulguni, suluguni; (بالمنغريلية: სელეგინ)‏ selegin) هي جبنة جورجية من منطقة مينغريليا. طعمها حامض بملوحة معتدلة، وقوامها مرن. اكتسبت هذه الخصائص من طريقة التصنيع المستعملة. يتراوح لون هذه الجبنة بين الأبيض والأصفر الشاحب. غالباً ما تكون سولوغوني مقلية قلياً عميقاً للتغلب على رائحتها.

## التصنيع
تُشكّل جبنة سولوغوني النموذجية على شكل قرص مسطح بسماكة 2.5-3.5 سنتيمتر، ووزن 0.5 - 1.5 كغم، ويحتوي 50%ماء وحوالي 1%-5% ملح. أما محتوى الدهون الجافة فنسبته 45%. يتم إنتاج سولوغوني من مكونات ططبيعية فقط وهي حليب البقر المعدّل بواسطة تخثيره بمنفحة مع بكتيريا لبنية نقية.
وفقاً لمصادر عقد 1970، شكلت سولغوني حوالي 27% من إنتاج الجبن في جورجيا. وثالث أكثر جبن مخلل شعبية في الاتحاد السوفيتي بنسبة 16.5% عام 1987 (بعد جبنة برندزا والجبن الأوسيتي).
ينتج جبنة سولوغوني من حليب البقر المعدل أو حليب الجاموس أو مزيج منهما. هو جبن سريع الاستهلاك. يسخن الحليب مع البكتيريا على درجة حرارة 36-38 درجة مئوية أو تستخدم المنفحة بدون تسخين. ثم تصنع بمصل اللبن عند درجة حرارة 34-35 مئوية لمدة خمس ساعات لتصل درجة الحموضية إلى 140-160
تقطع الكتلة إلى مكعبات طول كل منها بين 1 إلى 3 سم. وتسخن على درجة حرارة 60-80 درجة مئوية في خلاط يدور إما بشكل مباشر أو مع لبن مضاف أو محلول ملحي. تلدين الكتلة الخام يستغرق بين 5-7 دقائق، وينتج عنها جبنة أكثر دسامة وأكثر جفافاً بطعم مميز. بعد ذلك يتم تبريد كتلة الجبنة وتصفيتها من مصل اللبن، وتشكل في قوالب باليد. تبرّد القوالب على درجة حرارة بين 8 إلى 12 درجة مئوية في محلول ملحي حامضي لمدة بين 6 إلى 48 ساعة.
لفترة طويلة، أنتجت جبنة سولوغونو من قبل المزارعين الجورجيين المحليين، لكن عام 2012، بدأت شركة جورجية لصناعة الألبان بإنتاج جبنة سولوغوني في عبوات. استخدمت الشركة عملية إنتاج مؤتمتة بالكامل مع عمليات يدوية بحدها الأدنى.